# Пілат Андрій
Андрій Пілат (нар. 27 травня 1993 року, м. Чернівці, Україна) — український художник-абстракціоніст, який виконує свої роботи з відходів технікою «recycling art» (укр. мистецтво переробки); стендап-комік та співзасновник клубу «Вільний Стендап».

## Життєпис
Народився 27 травня 1993 року в Чернівцях, Україна. Дід і батько майбутнього митця так само були художниками. З дитинства займався малюванням, а згодом потрапив у хіп-хоп спільноту Underfloor, де почав займатися графіті та брейк-дансом. За освітою інженер-технолог, 2012 року закінчив факультет виробництва харчової продукції у Чернівецькому комерційному технікумі.
З 2017 року почав писати картини зі сміття: за словами художника, матеріали для фарб він збирає на смітниках або вимінює їх у безпритульних, а згодом переплавляє у своїй майстерні за допомогою праски та фену. Таким чином, застосовуючи техніку «recycling art», автор відстоює позицію антиспоживацтва. До цього Андрій мав досвід роботи у лабораторії ресайклінгу Zelenew у Львові.
У листопаді 2018 року в Чернівцях відкрилася виставка «Homo plasticus», у грудні того ж року — виставка третьої серії художника під назвою «Виставка номер три».
|  | На збирання поліетилену саме для цієї серії картин у мене пішло близько восьми місяців. А намалював я ці картини за три дні. Тобто найбільша частина роботи йде на збирання матеріалу. |

Свої роботи художник виставляв у Києві (Центр сучасного мистецтва «M17»), Львові (арт-фестиваль #NEWWAVEEXIBITION), Чернівцях (Галерея на Штейнбарга), Івано-Франківську, Тернополі (арт-галерея «Бункермуз»), Хмельницькому. Багато картин продані у Німеччині. За словами Андрія, у творчому плані на нього найбільше вплинули Жан-Мішель Баскія, Поль Гоген та Василь Кандинський, а з першим художником Андрія часто порівнюють.
У грудні 2019 року творчості митця присвятили матеріали на українській та міжнародній версіях BBC News. Серед хобі митця біг марафонів та походи в гори.

## Галерея

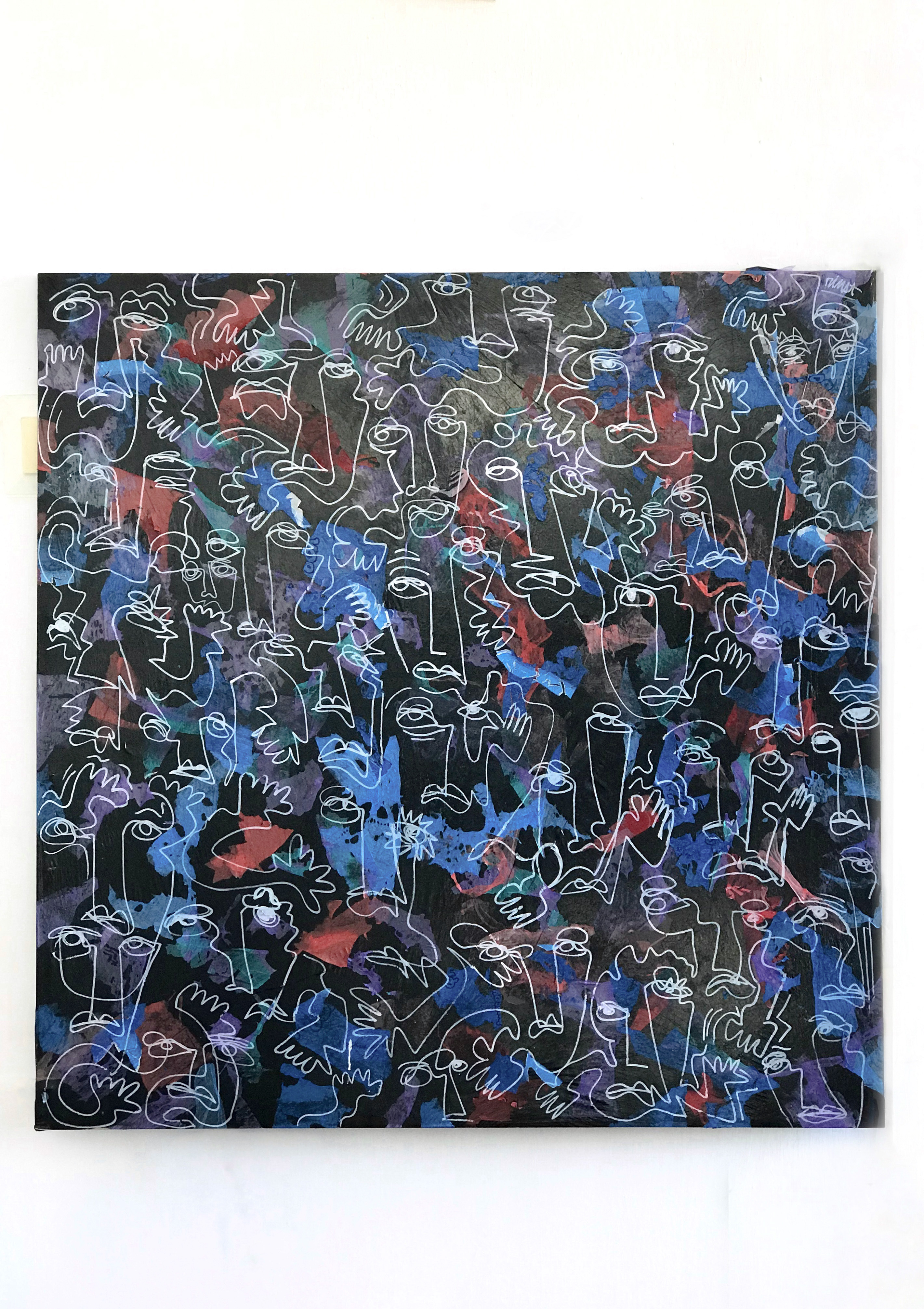
«Катя», 2019
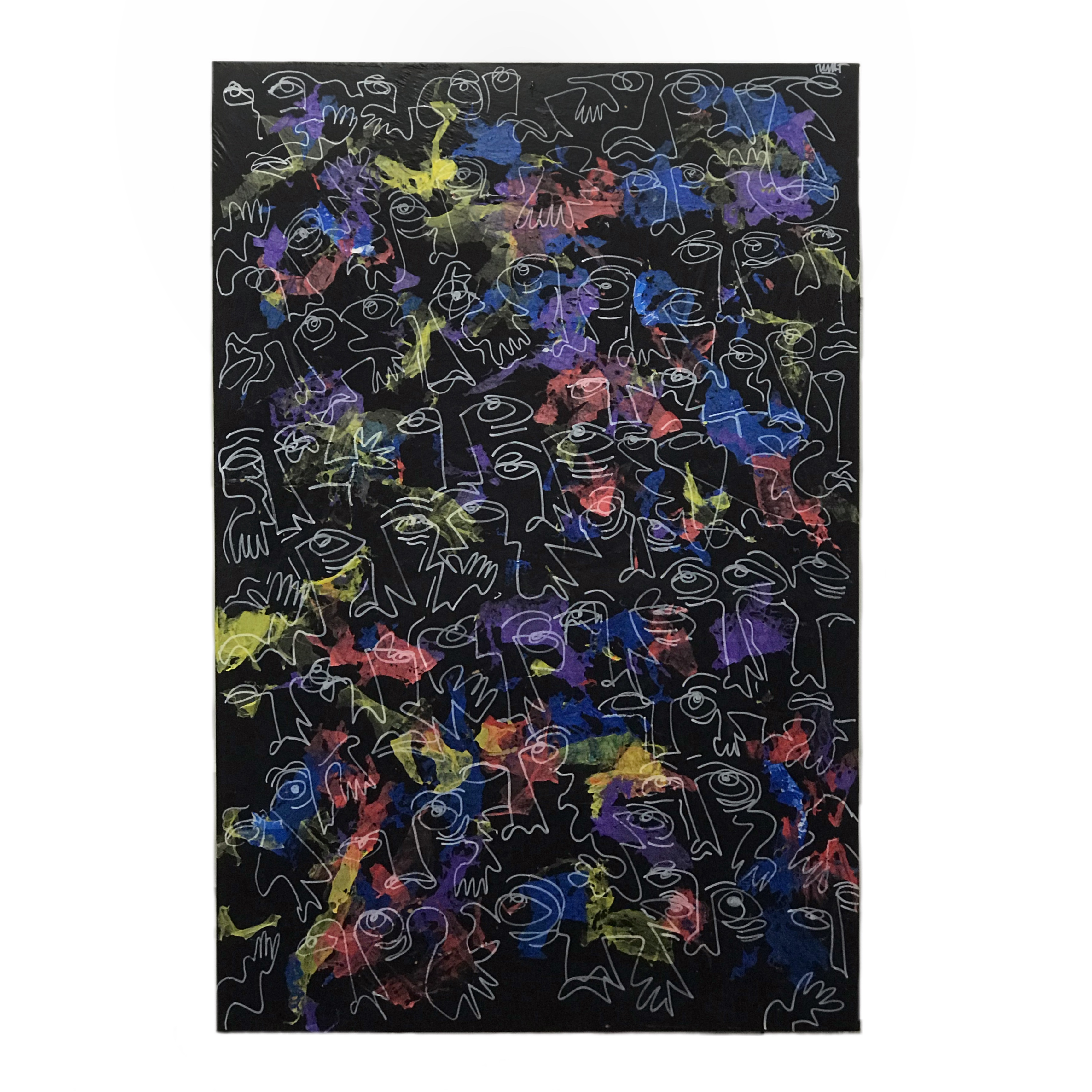
«Номер 1», 2019
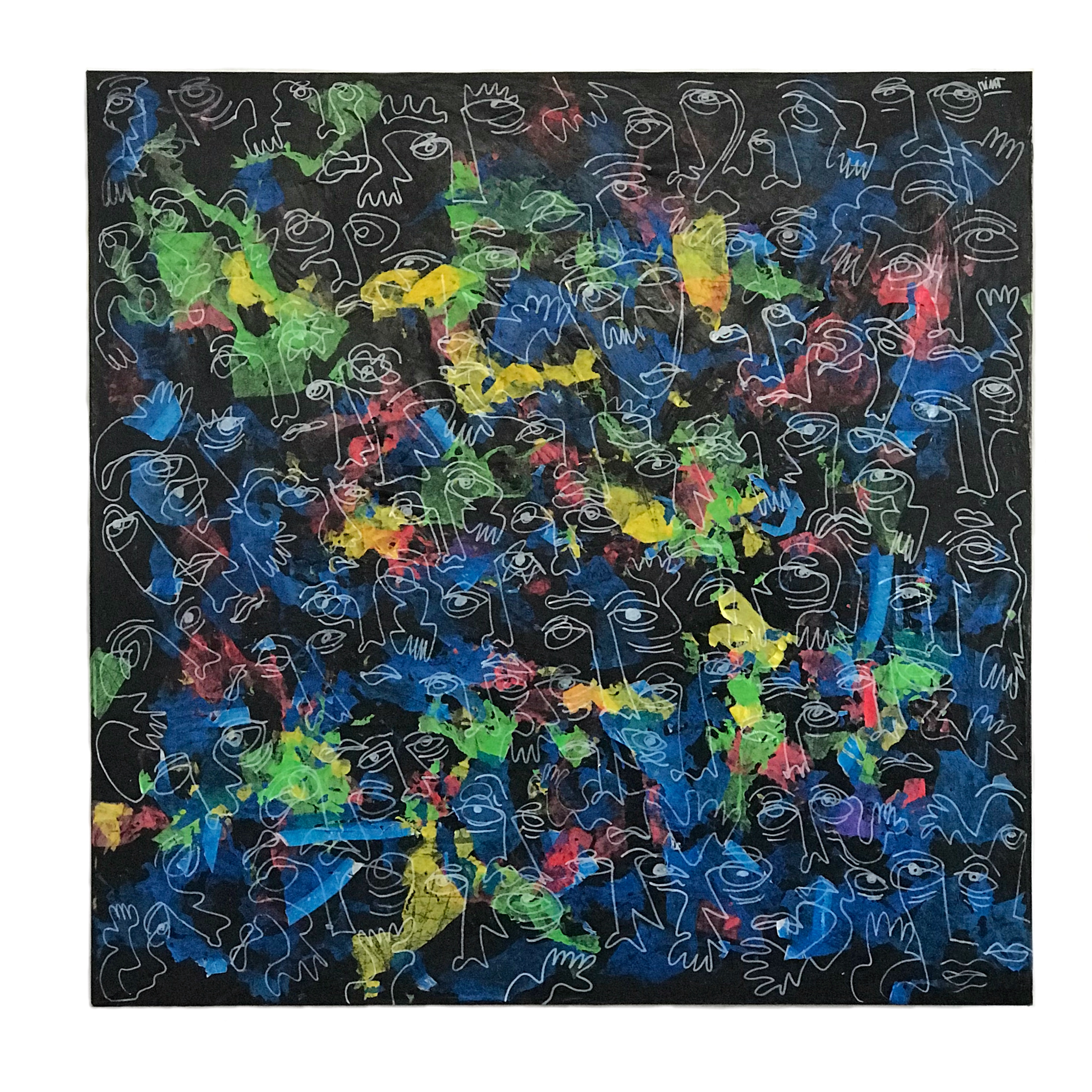
«Номер 2», 2019